# Detlef Neuß

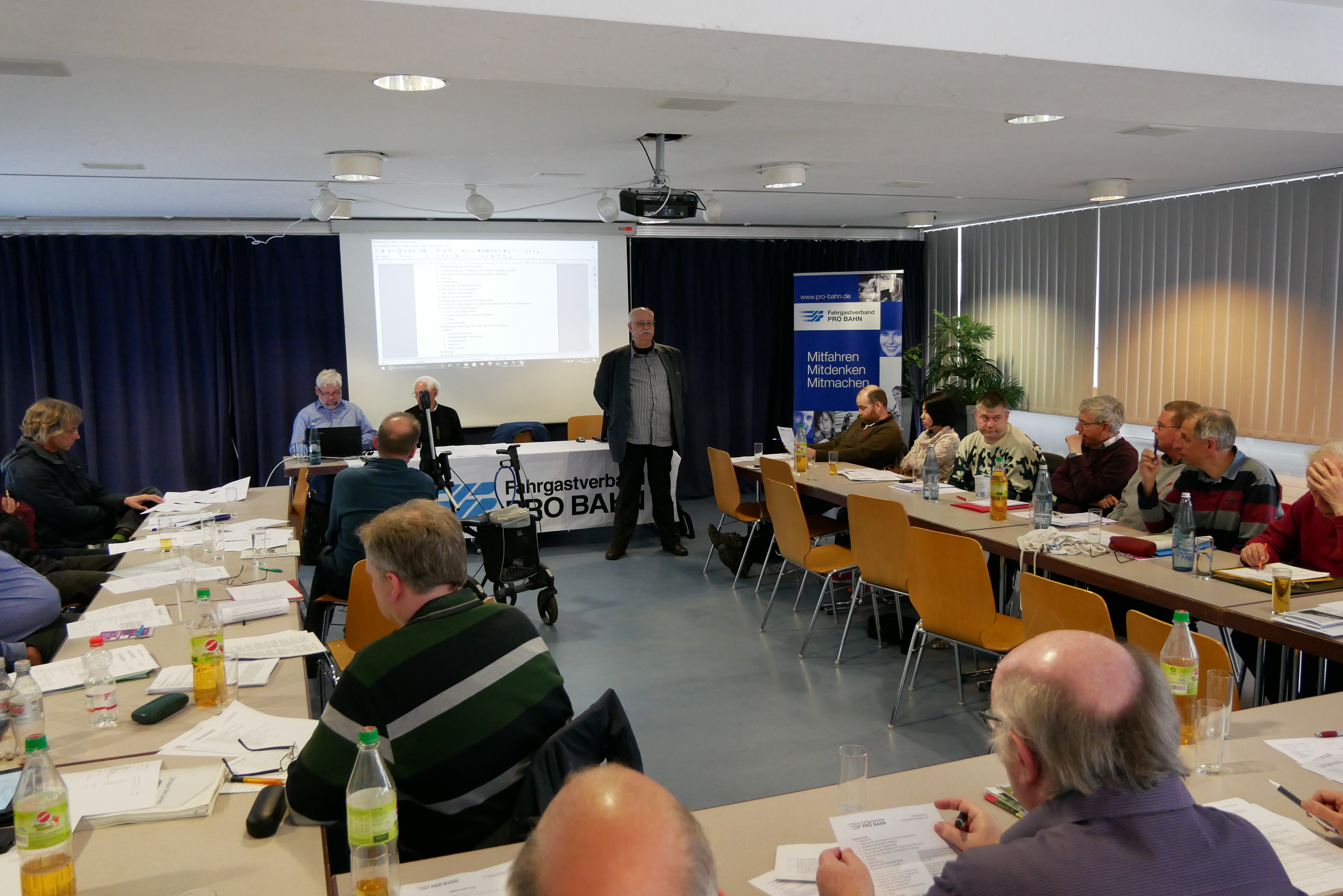
Neuß (stehend) auf der Hauptversammlung des Landesverbandes Nordrhein-Westfalen im Bürgerzentrum Köln-Deutz (22. April 2017)

Detlef Neuß (* 30. November 1954 in Mönchengladbach) ist ein deutscher Verbandsfunktionär und war beruflich als Mediengestalter tätig. Seit dem 12. März 2016 ist er Bundesvorsitzender des Fahrgastverbandes Pro Bahn und somit Nachfolger von Jörg Bruchertseifer.

## Leben
Neuß war weite Teile seines Lebens ehrenamtlich in Initiativen und Verbänden engagiert, insbesondere im Bereich der Arbeitnehmervertretung und beim Fahrgastverband Pro Bahn, einem deutschlandweit agierenden Verbraucherverband, der für Fahrgastinteressen, Infrastrukturentwicklung und eine Verkehrswende eintritt.
Neuß wurde im März 2016 beim Bundesverbandstag in Neubrandenburg zum Bundesvorsitzenden des Fahrgastverbandes gewählt. Er wurde 2020 und 2023 im Amt bestätigt. Zudem ist er in den nachgeordneten Verbandsstufen von Pro Bahn, dem Landesverband Nordrhein-Westfalen und dem Regionalverband Niederrhein aktiv. Auf der Mitgliederversammlung seines Landesverbandes NRW wurde er am 22. April 2017 als Schatzmeister wiedergewählt. Auf der regionalen Ebene ist er der leitende Herausgeber des Niederrhein-Info, einem lokalen Fahrgastmagazin. Er vertritt den Fahrgastverband bei der Allianz pro Schiene, einem breit aufgestellten Verkehrsbündnis, bei welchem Pro Bahn Mitglied ist.
Neuß ist verwitwet und hat einen Sohn.